# Achille Lammens
Achille Lammens  (Gent, 1888 - Heusden, 10 juli 1969) was een Vlaamse kunstschilder.
Achille Lammens was een autodidact die aanleunde bij het expressionisme. Hij schilderde meestal op klein formaat en zijn favoriete onderwerp waren landschappen dikwijls aan de Leie. Hij had zich voor 1940 gevestigd in het schildersdorp Sint-Martens-Latem, waar hij deel uit maakte van de tweede generatie van Latemse schilders. In een aantal van zijn werken is duidelijk de invloed van Constant Permeke te zien. Lea Vanderstraeten kreeg een deel van haar opleiding bij hem en was er in haar prille beginperiode kind aan huis. Ook Gustaaf Prils werkte een tijd in zijn atelier.
In 1977 was er werk van hem opgenomen in de tentoonstelling Vlaams expressionisme in de vroegere St.-Audomaruskerk in Beauvoorde. 